# Pochyta pannosa
Pochyta pannosa là một loài nhện trong họ Salticidae.
Loài này thuộc chi Pochyta. Pochyta pannosa được Eugène Simon miêu tả năm 1903.